# Martinsches Gesetz
Das Martinsche Gesetz ist eines der Sprachgesetze, die die Quantitative Linguistik entwickelt hat. Es macht eine Aussage über die hierarchische Strukturierung des Wortschatzes im Lexikon einer Sprache.

## Erarbeitung der benötigten Daten
Wenn man in einem Lexikon ein Wort nachschlägt, um sich seine Bedeutung zu erschließen, so wird dieses Wort durch andere Wörter erklärt. So steht im Duden. Deutsches Universalwörterbuch (²1989) für Sessel als wesentliche Erläuterung: Sitzmöbel. Kann man mit dem Erklärungswort Sitzmöbel nichts anfangen, so schlägt man auch dieses wieder nach und erfährt dazu: Möbel. Für Möbel erhält man: Einrichtungsgegenstand und als Erläuterung dazu wiederum Gegenstand. Auf diese Weise lassen sich für beliebige Stichwörter „Definitionsfolgen“ des Typs Sessel – Sitzmöbel – Möbel – Einrichtungsgegenstand – Gegenstand bilden, die dadurch gekennzeichnet sind, dass speziellere Ausdrücke durch immer allgemeinere ersetzt werden. Führt man dieses Verfahren für viele Wörter durch, ergeben sich Ebenen, die bei den spezifischen Stichwörtern (im vorgestellten Beispiel eben Sessel) beginnen und bei sehr allgemeinen Ausdrücken (hier: Gegenstand) enden. Diese Ebenen sind vom Speziellen zum Allgemeinen hin von immer weniger Ausdrücken belegt.
Derartige Beobachtungen wurden offenbar zum ersten Mal von Martin (1974) für die französische Lexik angestellt, weshalb in weiterführenden Untersuchungen von dem bzw. den Martinschen Gesetz(en) gesprochen wird. Unter dem Martinschen Gesetz wurde verstanden, dass zwischen den Ebenen, die durch die Definitionsketten entstehen, bestimmte Proportionen bestehen, die in ihrer einfachsten Form die Gestalt einer geometrischen Verteilung annehmen.

## Ein Beispiel
Als Beispiel wird eine Stichprobe vorgestellt, die Schierholz erarbeitet hat; an diese Stichprobe konnte Bagheri die 1-verschobene gemischte Poisson-Verteilung anpassen:
| x | beobachtet | berechnet |
| - | ---------- | --------- |
| 1 | 1482       | 1478.97   |
| 2 | 1110       | 1118.78   |
| 3 | 642        | 629.46    |
| 4 | 334        | 340.78    |
| 5 | 160        | 165.14    |
| 6 | 74         | 67.82     |
| 7 | 23         | 23.59     |
| 8 | 7          | 7.06      |
| 9 | 2          | 2.39      |

(Dabei ist x der Rang der Wörter, beginnend mit den Stichwörtern im Lexikon und fortschreitend mit den immer abstrakteren Wörtern, die der Erklärung der Wörter des vorherigen Rangs dienen; auf Rang x = 1 würde – bezogen auf das Beispiel im vorigen Abschnitt – unter anderem Sessel erscheinen; Sitzmöbel auf Rang x = 2, Möbel auf Rang x = 3, undsoweiter. „Beobachtet“ nennt die Zahl der Wörter des entsprechenden Rangs; „berechnet“ führt die Zahl der Wörter des entsprechenden Rangs an, die zu erwarten ist, wenn die 1-verschobene gemischte Poisson-Verteilung ein geeignetes Modell für die beobachteten Daten ist. Ergebnis: die 1-verschobene gemischte Poisson-Verteilung ist für diese Stichprobe ein gutes Modell mit dem Testkriterium P = 0.94, wobei P als gut erachtet wird, wenn es größer/gleich 0.05 ist. Für ausführlichere Erläuterungen sei auf die angegebene Literatur verwiesen.)
Weitere Ergebnisse stellt Bagheri an gleicher Stelle für Französisch und Polnisch vor; zum Deutschen wurde außer der angegebenen Stichprobe zusätzlich eine Erhebung zu einem Häufigkeitswörterbuch getestet. In allen vier Fällen erweist sich die gleiche Verteilung als geeignet.